# Panneau routier d'indication de risques d'incendie en France
Le panneau routier d'indication de risques d’incendie est, en France, un panneau de signalisation rectangulaire à fond blanc, bordé d’un liseré rouge, portant en son centre un pictogramme représentant une allumette et un feu avec un pin parasol en arrière-plan. Il indique à l’usager de la route que l'espace situé au-delà du panneau est un lieu soumis à des risques d’incendie. Il est codifié C3.

## Histoire
Le 19 septembre 1949 sont signés à Genève quatre accords internationaux importants sur circulation routière internationale, dans une perspective d’uniformisation mondiale. Le protocole relatif à la signalisation routière valide en particulier un certain nombre de principes pour les différentes catégories de signaux. Les signaux appartenant à la signalisation d’indication sont au nombre de sept. Certains ne seront jamais employés par la France qui ratifie pourtant le traité mais qui considère que ces signaux sont plutôt un catalogue dans lequel chaque état signataire pouvait choisir.
Le panneau de risque d’incendie ne figure pas dans ces sept panneaux et pourtant c’est à cette époque qu’il va apparaître, puisqu’il est officialisé avec la circulaire du 19 janvier 1952 qui a pour objet d’adapter la signalisation française au protocole de Genève. En fait l’initiative de ce signal revient au conservateur des Eaux et Forêts de Nice. Dans un rapport de 1950, celui-ci propose au Ministère de l’Agriculture un modèle de forme circulaire avec une grande flamme comme pictogramme, barrée d’une barre rouge sur un disque blanc avec une couronne rouge. Le Ministère rejette le modèle au motif que la forme devrait être rectangulaire et non circulaire pour qu’il ne soit pas confondu avec d’autres panneaux de prescription ou de danger.
C’est finalement le dessin établi par un graphiste de Draguignan à la demande de la direction départementale de l'Équipement du Var qui est retenu. Bien que stylisé, le panneau retranscrit fidèlement la silhouette d’un pin parasol, alors que le panneau sera utilisé sur l’ensemble du territoire.
Le graphisme n’évoluera pas, alors même qu’il n’est cohérent ni dans sa forme ni dans la couleur du fond avec les autres panneaux d’indication. Ceux-ci sont carrés à fond bleu, alors que le panneau C3 est rectangulaire à fond blanc.
La signification initiale dans la circulaire de 1962 était « forêt facilement inflammable ». Le même libellé est repris dans l’arrêté du 28 décembre 1963, puis dans l’arrêté du 24 novembre 1967. Ce n’est qu’avec l’arrêté du 31 juillet 2002 approuvant la cinquième partie de l’instruction interministérielle sur la signalisation routière que le panneau prend formellement le sens de « risques d’incendie », une signification plus orientée vers l’usager de la route.

## Usage

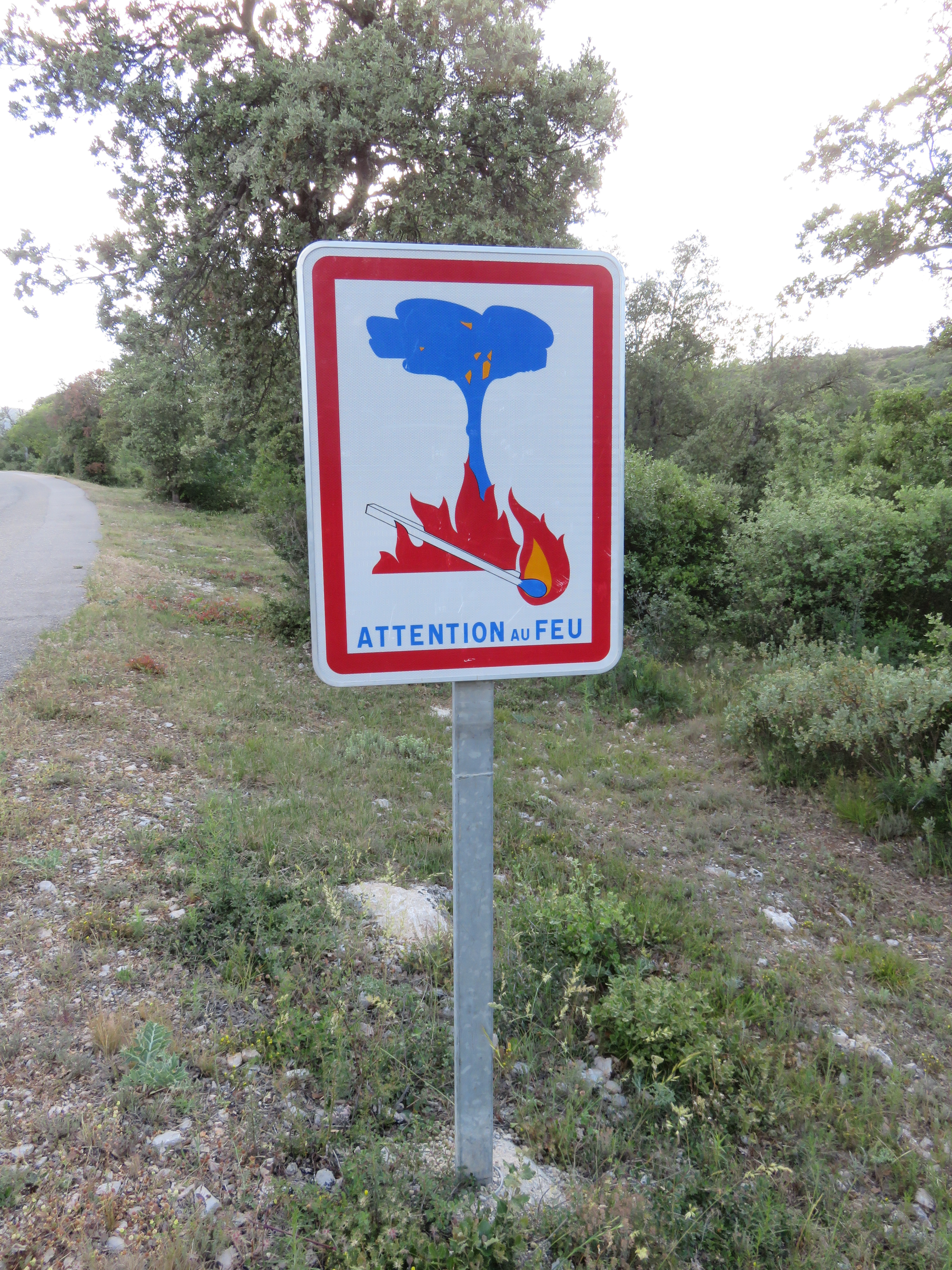
Panneau dans le massif de la montagne Sainte-Victoire.

La signalisation du risque d'incendie de forêt est facultative. Le panneau C3 est exclusivement implanté en signalisation de position et n'est pas complété par un panonceau.

## Caractéristiques
Le panneau C3 ne peut être utilisé qu’en gamme normale de dimensions 600 × 800 mm, contrairement à la plupart des autres panneaux d’indications qui existent en sept gammes de dimensions.

## Implantation

### Distance latérale
Sauf contrainte de site, la distance entre l’aplomb de l’extrémité du panneau situé du côté de la chaussée et la rive voisine de cette extrémité ne doit pas être inférieure à 0,70 m.
En rase campagne, les panneaux sont placés en dehors de la zone située en bord de chaussée et traitée de telle façon que les usagers puissent y engager une manœuvre de redirection ou de freinage dite « zone de récupération », ou leur support au minimum à 2 m du bord voisin de la chaussée, à moins que des circonstances particulières s’y opposent (accotements étroits, présence d’une plantation, d’une piste cyclable, d’une voie ferrée, etc.).
En agglomération, les panneaux sont placés de manière à minimiser la gêne des piétons.
Le support d’un signal peut aussi être implanté sur une propriété riveraine ou ancré à une façade après accord du propriétaire ou par application si cela est possible en vertu du décret-loi du 30 octobre 1935 et du décret 57180 du 16 février 1957.

### Hauteur au-dessus du sol
En rase campagne, la hauteur réglementaire est fixée en principe à 1 m (si plusieurs panneaux sont placés sur le même support, cette hauteur est celle du panneau inférieur), hauteur assurant généralement la meilleure visibilité des panneaux frappés par les feux des véhicules. Elle peut être modifiée compte tenu des circonstances locales soit pour assurer une meilleure visibilité des panneaux, soit pour éviter qu'ils masquent la circulation .
En agglomération, lorsqu’il y a un éclairage public, les panneaux peuvent être placés à une hauteur allant jusqu’à 2,30 m pour tenir compte notamment des véhicules qui peuvent les masquer, ainsi que de la nécessité de ne gêner qu’au minimum la circulation des piétons.

### Position de la face
Le plan de face avant d'un panneau implanté sur accotement ou trottoir doit être légèrement incliné de 3 à 5° vers l’extérieur de la route afin d'éviter le phénomène de réflexion spéculaire qui peut, de nuit, rendre le panneau illisible pendant quelques secondes.

## Visibilité de nuit
Les panneaux et panonceaux de signalisation doivent être visibles et garder le même aspect de nuit comme de jour. Les signaux d’indication sont tous rétroréfléchissants ou éventuellement dans certaines conditions définies ci-dessous, éclairés.
Les revêtements rétroréfléchissants doivent avoir fait l’objet, soit d’une homologation, soit d’une autorisation d’emploi à titre expérimental. La rétroréflectorisation porte sur toute la surface des panneaux et panonceaux à l’exception des parties noires ou grises.

#### Arrêté du 24 novembre 1967 et Instruction Interministérielle sur la Signalisation Routière (versions actualisées)
- Arrêté du 24 novembre 1967 relatif à la signalisation des routes et autoroutes, 58 p. (lire en ligne)
- Instruction Interministérielle sur la Signalisation Routière 1re partie : Généralités, 58 p. (lire en ligne)
- Instruction Interministérielle sur la Signalisation Routière 5e partie : Signalisation d’indication, des services et de repérage, 45 p. (lire en ligne)

#### Histoire de la signalisation routière
- Marina Duhamel-Herz, Un demi-siècle de signalisation routière : naissance et évolution du panneau de signalisation routière en France, 1894-1946, Paris, Presses de l’École nationale des Ponts et Chaussées, décembre 1994, 151 p. (ISBN 2-85978-220-6)
- Marina Duhamel-Herz et Jacques Nouvier, La signalisation routière en France : de 1946 à nos jours, Paris, AMC Éditions, novembre 1998, 302 p. (ISBN 2-913220-01-0)